# Raja radula
Raja radula е вид акула от семейство Морски лисици (Rajidae).

## Разпространение и местообитание
Видът е разпространен в Албания, Алжир, Гърция, Египет, Израел, Испания, Италия, Либия, Сирия, Тунис, Турция, Франция, Хърватия и Черна гора.
Обитава крайбрежията на океани и морета. Среща се на дълбочина от 21 до 300 m, при температура на водата от 16,3 до 19,2 °C и соленост 36,5 – 37,7 ‰.

## Описание
На дължина достигат до 70 cm.